# 13.ª Divisão de Infantaria (Alemanha)
A 13ª Divisão de Infantaria foi uma divisão da Alemanha, que esteve em ação no início da Segunda Guerra Mundial. Tornou-se a 13ª Divisão Panzer no dia 11 de outubro de 1940.

## Linhagem
- Wehrgauleitung Magdeburg
- Infanterieführer IV
- 13. Infanterie Division

## Comandantes
| Comandante                                                 | Data                                          |
| ---------------------------------------------------------- | --------------------------------------------- |
| Generalleutnant Moritz von Faber du Faur                   | 1 de setembro de 1939 - 6 de setembro de 1939 |
| General der Infanterie Paul Otto                           | 6 de setembro de 1939 - 1 de novembro de 1939 |
| Generalleutnant Friedrich-Wilhelm von Rotkirch und Panthen | 1 de novembro de 1939 - 11 de outubro de 1940 |

## História
Esta unidade foi criada em outubro de 1934, em Magdeburgo, originalmente era conhecida como Wehrgauleitung Magdeburg. Pouco tempo depois de a unidade ter sido criada, foi dado o nome de Infanterieführer IV.
As unidades orgânicas regimental desta divisão foram formados pela expansão do 9. (Preußisches) Infanterie Regiment do 3.Division e 12. Infanterie Regiment do 4.Division da Reichswehr.
Com o anúncio da criação da Wehrmacht em 15 de outubro de 1935, o nome Infanterieführer IV foi abandonado e esta unidade se tornou oficialmente conhecida como 13ª Divisão de Infantaria.
Em 12 de outubro de 1937, a 13ª Divisão foi redesignada como sendo 13ª Divisão de Infantaria (mot.).

## Organização

### Composição Geral
- Regimento de Infantaria 33
- Regimento de Infantaria 66
- Regimento de Infantaria 93
- 13ª divisão de apoio a unidades